# Sylvia Hoffman (Bobfahrerin)
Sylvia Hoffman (* 29. Juni 1989 in Philadelphia) ist eine US-amerikanische Bobfahrerin.

## Erfolge
Sylvia Hoffman gab in der Weltcupsaison 2018/19 ihr Debüt in der Nationalmannschaft. In Innsbruck konnte sie als Anschieberin von Kaillie Humphries Bronze gewinnen. 2020 gewann das Duo am Königsee erstmals gemeinsam ein Weltcup-Rennen. Bei den Olympischen Winterspielen 2022 in Peking gewann Sylvia Hoffman mit Pilotin Elana Meyers Taylor die Bronzemedaille im Zweierbob.